# Yarim-Lim I
Yarim-Lim I va ser el segon rei de Iamkhad entre els anys 1780 aC i 1764 aC aproximadament.
Era fill del primer rei, Sumu-Epuh, segons un segell que es conserva, i també tal com diuen les Tauletes de Mari. Sembla que va tenir un regnat més aviat llarg, que coincideix en part amb el de Zimri-Lim, rei de Mari. Va pujar al tron de Iamkhad quan regnaven a Mari Xamxi-Adad I i el seu fill Yashmakhadad, però no se'n sap la data exacta. Mentre era rei, dos nous governants van pujar als trons de Qatna (Amutpiel) i de Mari (Zimri-Lim). A Carquemix regnava Aplakhanda, a Hassor Ibni-Adu, a Urshu Shennan i a Gubla (Biblos) Iantin-Hammu.
Va desenvolupar una política d'aliances amb tots els seus veïns, per tractats i per casaments. La seva filla Shibtu es va casar amb Zimri-Lim de Mari, al que Yarim-Lim havia ajudat a ocupar el tron. Va aconseguir que Iamkhad i la seva capital Alep fossin una de les forces importants d'aquella regió. Les bones relacions amb Mari i amb Babilònia van determinar la seva política exterior i la seva importància com a gran potència. Qatna, Mari i Iamkhad a Síria i Larsa a Mesopotàmia eren els estats més forts al Pròxim Orient. Per altra banda, les aliances amb el regne d'Ugarit van portar a Yarim-Lim a exercir quasi exclusivament el domini polític a tota la costa nord de la regió de Síria, ja que era l'estat més important a les proximitats.